# Liste der Monuments historiques in Longvilliers (Yvelines)
Die Liste der Monuments historiques in Longvilliers (Yvelines) führt die Monuments historiques in der französischen Gemeinde Longvilliers auf.

## Liste der Bauwerke
| Bezeichnung      | Beschreibung | Standort | Kennzeichnung | Schutzstatus | Datum | Bild |
| ---------------- | ------------ | -------- | ------------- | ------------ | ----- | ---- |
| Kirche St-Pierre |              | (Lage)   | PA00087476    | Inscrit      | 1950  |      |

## Liste der Objekte
- Monuments historiques (Objekte) in Longvilliers (Yvelines) in der Base Palissy des französischen Kultusministeriums